# 90 (број)
90 је број, нумерал и име гилфа који представља тај број. Деведесет је природан број који се јавља после броја 89, а претходи броју 91.

## У математици
90 је:
- унитарни савршен број јер представља зброј његових унитарних дељивача (искључујући себе).[1]

- полу-савршен број јер је једнак збиру подскупина његових дељивача.[2]

- Харсхадов број од 90 дељив је са збројем његових 10 цифара.[3]

У нормалном простору, унутрашњи углови правоугаоника cу по 90 степени. Такође, у правом троуглу, угао супротстављен хипотенузи мери 90 степени, а друга два угла додају до 90 за укупно 180 степени. Према томе, угао који мери 90 степени назива се правим углом.

## У науци
90 је:
- атомски број торијума, актинид. Као атомска тежина 90 идентификује изотоп стронцијума, нуспроизвод нуклеарних реакција, укључујући испадање. Контаминира млеко.

- географска ширина у степену северног и јужног географског пола.

## У спорту
90 је:
- Најки Тотал 90: робна марка фудбалске одеће и фудбалске опреме, од торби са опремом до рукавица за голмане

- База бејзболске лиге Мајор Лиге удаљена је 90 метара (27 м) од куће

- Број аутомобила који је највише повезан са бившим власником НАСКАР тима

- Број минута у фудбалској утакмици.[5]

## На другим пољима
- +90 је код за међународне телефонске позиве са директним бирањем у Турску.

- 90 је шифра француског одељења Белфорте